# Abdelati Saadoune
Abdelati Saadoune (1 de gener de 1976) és un ciclista marroquí, ja retirat. Del seu palmarès destaca la victòria a l'UCI Àfrica Tour de 2010, així com dues victòries al Tour de Faso, el 2002 i 2009, i el campionat nacional en ruta del 2013. El 2009 fou designat esportista marroquí de l'any.

## Palmarès
- 2002
  - 1r al Tour de Faso i vencedor d'una etapa
- 2003
  -  Campió del Marroc en contrarellotge
- 2004
  -  Campió del Marroc en contrarellotge
- 2005
  -  Campió del Marroc en ruta
- 2006
  -  Campió del Marroc en ruta
  - Vencedor de 2 etapes al Tour de Faso
- 2007
  - 1r a la Copa del tron
- 2009
  - 1r al Tour de Faso
  - 1r al Tour dels Aeroports
  - Vencedor de 2 etapes al Tour de Ruanda
- 2010
  - 1r a l'UCI Àfrica Tour
  - 1r al Challenge de la Marxa Verda-Gran Premi Oued Eddahab
  - Vencedor de 2 etapes al Tour de Mali
  - Vencedor d'una etapa al Tour dels Aeroports
- 2011
  - Medalla d'or en la contrarellotge per equips als Jocs Panàrabs
- 2012
  - 1r al Challenge del Príncep-Trofeu de la Casa Reial
- 2013
  -  Campió del Marroc en ruta
- 2014
  - 1r al Challenge del Príncep-Trofeu del Príncep
- 2015
  - 1r al Challenge de la Marxa Verda-Gran Premi Al Massira
  - 1r al Challenges Phosphatiers-Challenge Youssoufia
- 2016
  - Vencedor d'una etapa al Tour del Camerun